# Квито
Кви́то (порт. Kuito) — город в Анголе, административный центр провинции Бие. До 1975 года носил название Сильва-Порту. В 1993—1994 и 1998—1999 город был осаждён повстанцами УНИТА. В результате этих осад многие здания до сих пор сильно повреждены.
Расположен на Бенгельской железной дороге.
Население на 2010 год — 185 302 человека.
| Год  | Население |
| ---- | --------- |
| 1970 | 18 941    |
| 2010 | 32 203    |

## История
Квито построен племенем овимбунду в 1750 году. Его правителем был Бийе, женившийся на женщине Сонго, которые вдвоём построили город. Впоследствии португальцы назвали провинцию Бие по имени правителя овимбунду. Племя продавало пленников из соседних народов европейским работорговцам. Позже Квито был переименован в Силва-Порту в честь купца Антонио де Сильва-Порто, который построил свой неподалёку от города.
Силва-Порту имеет долгую историю насилия, начиная с торговли африканскими рабами. В 1960-х годах португальцы использовали город в качестве учебного центра по подготовке португальской армии, которая была послана в северную часть страны для подавления партизанского восстания. В 1975 году Ангола провозгласила независимость от Португалии.
6 января 1993 года в ходе гражданской войны Квито был осаждён повстанцами из УНИТА. Осада продолжалась 9 месяцев, более 30 тысяч человек погибли или умерли от голода. Вторая осада произошла в 1998 году, для захвата города была использована артиллерия и танки.

## География
Высота над уровнем моря 1719 метров. Город расположен на восточном склоне плато Бие. Среднегодовая температура воздуха составляет 21,26 °C. Самый холодный период наблюдается с мая по август, когда почти полностью отсутствуют осадки. Самые жаркие месяцы — сентябрь и октябрь. Сезон дождей с ноября по апрель.
| Показатель                    | Янв. | Фев. | Март | Апр. | Май | Июнь | Июль | Авг. | Сен. | Окт. | Нояб. | Дек. | Год  |
| ----------------------------- | ---- | ---- | ---- | ---- | --- | ---- | ---- | ---- | ---- | ---- | ----- | ---- | ---- |
| Абсолютный максимум, °C       | 29   | 28   | 28   | 29   | 28  | 27   | 27   | 31   | 31   | 31   | 29    | 28   | 31   |
| Средний суточный максимум, °C | 25   | 24   | 24   | 24   | 24  | 23   | 24   | 26   | 28   | 26   | 24    | 23   | 25   |
| Средняя температура, °C       | 19   | 19   | 19   | 18   | 17  | 14   | 15   | 17   | 20   | 19   | 19    | 18   | 18   |
| Средний суточный минимум, °C  | 14   | 14   | 15   | 13   | 10  | 6    | 7    | 9    | 12   | 13   | 14    | 14   | 12   |
| Абсолютный минимум, °C        | 3    | 7    | 5    | 0    | −1  | −5   | 0    | 0    | 3    | 6    | 6     | 5    | −5   |
| Норма осадков, мм             | 190  | 190  | 200  | 70   | 10  | 0    | 0    | 0    | 20   | 100  | 190   | 220  | 1220 |